# Pieter Roelfsema
Pieter Roelf Roelfsema (Groningen, 19 augustus 1965) is een Nederlands hoogleraar. Hij was tussen 2007-2023 algemeen directeur van het Nederlands Herseninstituut (KNAW). Hij geeft leiding aan de onderzoeksgroep die zich richt op visuele perceptie, blindheid en plasticiteit.

## Levensloop
Roelfsema koos na de middelbare school voor een studie medicijnen. Tijdens zijn studie raakte hij al snel gefascineerd door het boek Gödel, Escher en Bach van Douglas Hofstadter over bewustzijn. Na het behalen van zijn artsexamen in Groningen in 1991 werkte hij bij het Max-Planck-Institute for Brain Research in Frankfurt, in de onderzoeksgroep van Prof. W. Singer aan zijn promotieonderzoek naar oscillerende cellen. In 1995 promoveerde hij (cum laude) aan de Universiteit van Amsterdam. In 2005 werd hij benoemd als hoogleraar bij de Vrije Universiteit in Amsterdam Neurobiologie van Cognitie en Gedrag Amsterdam, en in 2012 werd hij ook hoogleraar Cognitive neuroscience of brain stimulation bij het UMC in Amsterdam. Tot en met juli 2023 begeleidde hij 17 promovendi. In 2019 was hij medeoprichter van het start-up bedrijf Phosphoenix dat een visuele prothese ontwikkelt.
Roelfsema is penningmeester van Stichting Vrienden van het Herseninstituut die via donateurs en fondsenwerving middelen voor het werk van het Nederlands Herseninstituut en de Nederlandse Hersenbank werft.

## Onderzoek
Roelfsema heeft als droom om blinden weer te laten zien. Bij het Nederlands Herseninstituut bestudeert hij visuele waarneming, leren en geheugen in het visuele systeem in mens, proefdieren en kunstmatige neurale netwerken. Hij onderzoekt hoe zenuwcellen in verschillende hersengebieden met elkaar samenwerken in taken, waarbij we moeten nadenken over wat we zien. Roelfsema wil begrijpen hoe cellen in neuronale netwerken samenwerken en hoe zij zich vormen tijdens het leren van een nieuwe taak. Een belangrijk doel van zijn lab is de ontwikkeling van een hersenschorsprothese om blinden een rudimentaire vorm van waarneming terug te geven. In zijn onderzoekteams wordt veelvuldig gebruik gemaakt van materiaal uit de Nederlandse Hersenbank.

## Erkenning
Roelfsema ontving belangrijke subsidies waaronder een NWO-VICI (2008) en twee keer de ERC-Advanced subsidie (2014 en 2021). Hij coördineert NeuroTech-NL, en het INTENSE consortium dat een subsidie van NWO ontving op het gebied van neurotechnologie. In 2023 ontving hij de HBP Innovation Award for the visual prosthesis work.
- DBLP: 09/1286
- Library of Congress Control Number: n2013181512
- Nederlandse Thesaurus van Auteursnamen: 138920583
- ORCID: 0000-0002-1625-0034
- ResearcherID: J-6903-2013
- Système universitaire de documentation: 17166938X
- Virtual International Authority File: 285762346
- WorldCat: E39PBJvhqVdKjjBMwtj6Q6gkDq